# Glaciação Günz
A glaciação Günz (na Europa) ou glaciação do Nebraska (na América do Norte) foi uma glaciação que aconteceu há cerca de 650 000 anos, ou seja, no Paleolítico Inferior. Aconteceu após o clima temperado no ápice do período Calabriano. É uma das quatro glaciações do período Quaternário ( as outras são: Glaciação Mindel, Riss e Würm). Ela aconteceu em duas fases, Günz I e Günz II.